# Letting the Cables Sleep
Letting the Cables Sleep è un singolo del gruppo rock britannico Bush, pubblicato nel 2001 ed estratto dall'album The Science of Things.

## Tracce
- CD 1 (UK)

1. Letting the Cables Sleep (single version) - 4:33
2. Letting the Cables Sleep (Nightmares On Wax remix) - 5:24
3. Letting the Cables Sleep (original demo) - 4:36

- CD 2 (UK)

1. Letting the Cables Sleep (single version) - 4:33
2. Letting the Cables Sleep (Apocalyptica remix) - 3:57
3. Mouth (The Stingray Mix) - 5:59

## Video
Il videoclip della canzone è stato diretto da Joel Schumacher e vede la partecipazione di Michele Hicks.